# Europacup I 1980/81
De 26ste editie van de Europacup I werd voor de 3de keer gewonnen door Liverpool FC in de finale tegen Real Madrid. De voorbije elf jaar waren er slechts 4 winnaars van de competitie (Ajax, Bayern München, Nottingham Forrest en Liverpool), maar er waren wel 11 verschillende verliezende finalisten. 

## Voorronde
| Team #1             | Tot.   | Team #2     | 1ste wed | 2de wed |
| ------------------- | ------ | ----------- | -------- | ------- |
| Budapesti Honvéd SE | 11 - 0 | Valletta FC | 8 - 0    | 3 - 0   |

## Eerste ronde
| Team #1                    | Tot.   | Team #2               | 1ste wed | 2de wed |
| -------------------------- | ------ | --------------------- | -------- | ------- |
| Aberdeen FC                | 1 - 0  | FK Austria Wien       | 1 - 0    | 0 - 0   |
| OPS Oulu                   | 2 - 11 | Liverpool FC          | 1 - 1    | 1 - 10  |
| CSKA Sofia                 | 2 - 0  | Nottingham Forest     | 1 - 0    | 1 - 0   |
| Trabzonspor                | 2 - 4  | Szombierki Bytom      | 2 - 1    | 0 - 3   |
| Olympiakos CFP             | 2 - 7  | Bayern München        | 2 - 4    | 0 - 3   |
| KS Dinamo Tirana           | 0 - 3  | Ajax Amsterdam        | 0 - 2    | 0 - 1   |
| ÍBV Vestmannaeyjar         | 1 - 2  | TJ Baník Ostrava      | 1 - 1    | 0 - 1   |
| BFC Dynamo Berlin          | 4 - 2  | APOEL Nicosia         | 3 - 0    | 1 - 2   |
| Jeunesse d'Esch            | 0 - 9  | Spartak Moskou        | 0 - 5    | 0 - 4   |
| Halmstads BK               | 2 - 3  | Esbjerg fB            | 0 - 0    | 2 - 3   |
| Limerick United            | 2 - 7  | Real Madrid           | 1 - 2    | 1 - 5   |
| Sporting Clube de Portugal | 0 - 3  | Budapesti Honvéd SE   | 0 - 2    | 0 - 1   |
| Linfield FC                | 0 - 3  | FC Nantes Atlantique  | 0 - 1    | 0 - 2   |
| Internazionale             | 3 - 1  | Universitatea Craiova | 2 - 0    | 1 - 1   |
| Club Brugge                | 1 - 5  | FC Basel              | 0 - 1    | 1 - 4   |
| Viking FK                  | 3 - 7  | Rode Ster Belgrado    | 2 - 3    | 1 - 4   |

## Tweede ronde
| Team #1              | Tot.             | Team #2             | 1ste wed | 2de wed |
| -------------------- | ---------------- | ------------------- | -------- | ------- |
| Aberdeen FC          | 0 - 5            | Liverpool FC        | 0 - 1    | 0 - 4   |
| CSKA Sofia           | 5 - 0            | Szombierki Bytom    | 4 - 0    | 1 - 0   |
| Bayern München       | 6 - 3            | Ajax Amsterdam      | 5 - 1    | 1 - 2   |
| TJ Baník Ostrava     | 1 (uitgoals) - 1 | BFC Dynamo Berlin   | 0 - 0    | 1 - 1   |
| Spartak Moskou       | 3 - 2            | Esbjerg fB          | 3 - 0    | 0 - 2   |
| Real Madrid          | 3 - 0            | Budapesti Honvéd SE | 1 - 0    | 2 - 0   |
| FC Nantes Atlantique | 2 - 3            | Internazionale      | 1 - 2    | 1 - 1   |
| FC Basel             | 1 - 2            | Rode Ster Belgrado  | 1 - 0    | 0 - 2   |

## Kwartfinale
| Team #1        | Tot.  | Team #2            | 1ste wed | 2de wed |
| -------------- | ----- | ------------------ | -------- | ------- |
| Liverpool FC   | 6 - 1 | CSKA Sofia         | 5 - 1    | 1 - 0   |
| Bayern München | 6 - 2 | TJ Baník Ostrava   | 2 - 0    | 4 - 2   |
| Spartak Moskou | 0 - 2 | Real Madrid        | 0 - 0    | 0 - 2   |
| Internazionale | 2 - 1 | Rode Ster Belgrado | 1 - 1    | 1 - 0   |

## Halve finale
| Team #1      | Tot.             | Team #2        | 1ste wed | 2de wed |
| ------------ | ---------------- | -------------- | -------- | ------- |
| Liverpool FC | 1 (uitgoals) - 1 | Bayern München | 0 - 0    | 1 - 1   |
| Real Madrid  | 2 - 1            | Internazionale | 2 - 0    | 0 - 1   |

## Finale
| Team #1      | Res.  | Team #2     |
| ------------ | ----- | ----------- |
| Liverpool FC | 1 - 0 | Real Madrid |

## Kampioen
| Europacup I – Seizoen 1980/81 |
| ----------------------------- |
| Liverpool 3de titel           |